# قائمة ثدييات اليمن

موقع اليمن بين قارات العالم القديم

هذه قائمة أنواع الثدييات المسجلة في اليمن، والتي تشمل ما مجموعه 82 نوعا، منها 13 نوعا مهددة بالانقراض، و9 قريبة من التهديد بالانقراض، و2 من الأنواع المدرجة في اليمن قد انقرضت. وتتبع حالة حفظ كل الأنواع تلك المقررة من قبل الاتحاد الدولي لحفظ الطبيعة.

## الوبريَّات
الوبر هو أربعة أنواع من الثدييات الصغيرة إلى حد ما، بحجم قطة منزلية تقريبا، كثيفة الوبر ومغطاة جيدًا، آكلة العشب، ولها أجسام مستديرة وذيل قصير. تستوطن أفريقيا والشرق الأوسط.
| صورة | الاسم الشائع | الاسم العلمي      | فصيلة    | جنس | الوضع المحلّي |
| ---- | ------------ | ----------------- | -------- | --- | ------------ |
|      | وبر صخري     | Procavia capensis | بروكافية | وبر | غير مُهدد     |

## الخيلانيات(خراف وأبقار البحر)
الخيلانيات هي حيوانات مائية وثدييات عاشبة تعيش في الأنهار ومصبات الأنهار والمياه البحرية الساحلية والمستنقعات والأراضي الرطبة البحرية. جميع الأنواع الأربعة مهددة بالانقراض.
| صورة | الاسم الشائع | الاسم العلمي | فصيلة  | جنس  | الوضع المحلّي |
| ---- | ------------ | ------------ | ------ | ---- | ------------ |
|      | أطوم         | Dugong dugon | أطومات | أطوم | [ 2 ]        |

## الرئيسيات
تشمل رتبة الرئيسيات البشر وأقرب أقربائهم: الليمور واللوريسيات والقرود والسعادين.
| صورة | الاسم الشائع | الاسم العلمي    | فصيلة                | جنس  | الوضع المحلّي |
| ---- | ------------ | --------------- | -------------------- | ---- | ------------ |
|      | رباح مقدس    | Papio hamadryas | سعادين العالم القديم | رباح | غير مُهدد     |

## القوارض
تشكل القوارض أكبر عدد من الثدييات، بأكثر من 40٪ من أنواع الثدييات. لديها اثنين من القواطع في كلا الفكين العلوي والسفلي والتي تنمو باستمرار ويجب أن تبقى قصيرة عن طريق القضم. معظم القوارض صغيرة الحجم على الرغم من أن خنزير الماء يمكن أن يصل وزنه إلى 45 كيلوغراما.
| صورة                                          | الاسم الشائع       | الاسم العلمي          | فصيلة                | جنس       | الوضع المحلّي                                                                                               |
| --------------------------------------------- | ------------------ | --------------------- | -------------------- | --------- | --- |
|                                               | شيهم متوج هندي     | Hystrix indica        | شياهيم العالم القديم | شيهم      | [ 3 ] |
|                                               | يربوع مصري صغير    | Jaculus jaculus       | يربوعيات             | يربوع     | غير مُهدد                                                                                                   |
|                                               | فأر شوكي مصري      | Acomys cahirinus      | فأرية                | فأر شوكي  | غير مُهدد                                                                                                   |
|                                               | فأر شوكي ذهبي      | Acomys russatus       | فأرية                | فأر شوكي  | غير مُهدد                                                                                                   |
|                                               | عضل جيسمان         | Gerbillus cheesmani   | فأرية                | عضل       | غير مُهدد                                                                                                   |
| Gerbillus dasyurusm from United Arab Emirates | عضل وكنر           | Gerbillus dasyurus    | فأرية                | عضل       | غير مُهدد                                                                                                   |
|                                               | عضل أسود الذيل     | Gerbillus famulus     | فأرية                | عضل       | غير مُهدد                                                                                                   |
|                                               | عضل قزم            | Gerbillus henleyi     | فأرية                | عضل       | غير مُهدد                                                                                                   |
|                                               | عضل بلوشي          | Gerbillus nanus       | فأرية                | عضل       | غير مُهدد                                                                                                   |
|                                               | عضل عدني كبير      | Gerbillus poecilops   | فأرية                | عضل       | |
|                                               | جرد الملك          | Meriones rex          | فأرية                | جرد       | حالة الأنواع القريبة من الخطر، مقارنة بحالات الأنواع الأخرى على القائمة الحمراء للأنواع المهددة بالانقراض. |
|                                               | جرذ العشب الإفريقي | Arvicanthis niloticus | فأرية                | جرذ العشب | [ 4 ] |
|                                               | فأر يمني           | Myomys Yemeni         | فأرية                | فأر فيرو  | حالة الأنواع القريبة من الخطر، مقارنة بحالات الأنواع الأخرى على القائمة الحمراء للأنواع المهددة بالانقراض. |

## شفويات الأعور
تشمل فصيلة القنفذيات: القنافذ والقنافذ المشعرة. يمكن التعرف على القنافذ بسهولة من خلال أشواكها بينما تبدو القنافذ المشعرة أشبه بالفئران الكبيرة.
| صورة | الاسم الشائع | الاسم العلمي            | فصيلة   | جنس        | الوضع المحلّي |
| ---- | ------------ | ----------------------- | ------- | ---------- | ------------ |
|      | قنفذ حبشي    | Paraechinus aethiopicus | قنفذيات | قنفذ جنيبي | غير مُهدد     |

## زباببات الشكل
هي ثدييات آكلة للحشرات تشمل الزبابات ومشقوقات الأسنان والطوابين. تشبه الزبابات ومشقوقات الأسنان الفئران بشدة في حين أن الطوابين حفارات مكتنزة الجسم.
| صورة | الاسم الشائع | الاسم العلمي      | فصيلة  | جنس    | الوضع المحلّي                                                                                               |
| ---- | ------------ | ----------------- | ------ | ------ | --- |
|      | زبابة عربية  | Crocidura arabica | زبابات | قرضامة | حالة الأنواع القريبة من الخطر، مقارنة بحالات الأنواع الأخرى على القائمة الحمراء للأنواع المهددة بالانقراض. |

## الخُفَّاشيّات
هي الثدييات الوحيدة القادرة على الطيران. تمثل أنواع الخفافيش حوالي 20٪ من جميع الثدييات.
| صورة | الاسم الشائع                      | الاسم العلمي             | فصيلة                      | جنس                  | الوضع المحلّي                                                                                               |
| ---- | --------------------------------- | ------------------------ | -------------------------- | -------------------- | --- |
|      | خفاش فاكهة لون القش               | Eidolon helvum           | خفافيش الفاكهة             | خفاش النخيل          | غير مُهدد                                                                                                   |
|      | خفاش الفاكهة المصري               | Rousettus aegyptiacus    | خفافيش الفاكهة             | خفاش فاكهة وجه الكلب | غير مُهدد                                                                                                   |
|      | خفاش روفوس                        | Myotis bocagii           | خفافيش الليل               | خفاش أذن الفأر       | غير مُهدد                                                                                                   |
|      | خفاش بوتا                         | Eptesicus bottae         | خفافيش الليل               | خفاش المنزل          | غير مُهدد                                                                                                   |
|      | مصاص الصحراء                      | Hypsugo bodenheimeri     | خفافيش الليل               | خفاش ماص             | غير مُهدد                                                                                                   |
|      | خفاش شليفن                        | Nycticeinops schlieffeni | خفافيش الليل               | نيكتيسينوبس          | غير مُهدد                                                                                                   |
|      | خفاش كوهل                         | Pipistrellus kuhlii      | خفافيش الليل               | بيبيستريلوس          | غير مُهدد                                                                                                   |
|      | خفاش سند                          | Rhyneptesicus nasutus    | خفافيش الليل               | رينيبتاسكيس          | [ 5 ] |
|      | خفاش شائع محني الجناح             | Miniopterus schreibersii | خفافيش الليل               | طويلة الجناح         | [ 6 ] |
|      | خفاش ذيل الفأر الأصغر             | Rhinopoma hardwickei     | خفافيش ذيل الفأر           | خفاش ذيل الفأر       | غير مُهدد                                                                                                   |
|      | خفاش ذيل الفأر الأكبر             | Rhinopoma microphyllum   | خفافيش ذيل الفأر           | خفاش ذيل الفأر       | غير مُهدد                                                                                                   |
|      | خفاش صغير حر الذيل                | Chaerephon pumila        | خفافيش حرة الذيل           | خفاش شريفون          | غير مُهدد                                                                                                   |
|      | خفاش هاريسون العملاق كبير الأذنين | Otomops harrisoni        | خفافيش حرة الذيل           | أوتوموبس             | مُهدد بدرجةٍ دُنيا                                                                                            |
|      | خفاش كبير الأذنين                 | Otomops martiensseni     | خفافيش حرة الذيل           | أوتوموبس             | حالة الأنواع القريبة من الخطر، مقارنة بحالات الأنواع الأخرى على القائمة الحمراء للأنواع المهددة بالانقراض. |
|      | خفاش مصري حر الذيل                | Tadarida aegyptiaca      | خفافيش حرة الذيل           | تاداريدا             | غير مُهدد                                                                                                   |
|      | خفاش أفريقي غمدي الذيل            | Coleura afra             | خفافيش ذات الأجنحة الكيسية | كوليورا              | غير مُهدد                                                                                                   |
|      | خفاش مصري مشقوق الوجه             | Nycteris thebaica        | خفافيش مشقوقة الوجه        | خفاش مشقوق الوجه     | غير مُهدد                                                                                                   |
|      | خفاش حدوة فرس بلاسيوس             | Rhinolophus blasii       | خفافيش حدوة الفرس          | خفاش حدوة الفرس      | [ 7 ] |
|      | خفاش حدوة فرس جيفروي              | Rhinolophus clivosus     | خفافيش حدوة الفرس          | خفاش حدوة الفرس      | غير مُهدد                                                                                                   |
|      | خفاش ترايدنت عاري البطن           | Asellia tridens          | خفافيش حدوة الفرس          | خفاش عاري البطن      | غير مُهدد                                                                                                   |
|      | خفاش سوندفال                      | Hipposideros caffer      | خفافيش حدوة الفرس          | هيبوسيدروس           | غير مُهدد                                                                                                   |
|      | خفاش روفوس مورق الانف             | Triaenops persicus       | خفافيش حدوة الفرس          | خفاش مورق الانف      | غير مُهدد                                                                                                   |

## الحيتانيات
تضم رتبة الحيتانيات كل من الحيتان والدلافين وخنازير البحر. هي الثدييات الأكثر تكيفًا بشكل كامل مع الحياة المائية بأجسام صلعاء تحميها طبقة سميكة من الدهن والجلد، المقدمة والذيل مهيئان لتوفير الدفع تحت الماء.
| صورة | الاسم الشائع                    | الاسم العلمي            | فصيلة         | جنس                | الوضع المحلّي                                                                                               |
| ---- | ------------------------------- | ----------------------- | ------------- | ------------------ | --- |
|      | حوت بريدي                       | Balaenoptera edeni      | هراكلة        | هركول              | [ 8 ] |
|      | حوت أحدب                        | Megaptera novaeangliae  | هراكلة        | جمل البحر          | [ 9 ] |
|      | حوت العنبر                      | Physeter macrocephalus  | حيتان العنبر  | حوت نافث           | مُهدد بدرجةٍ دُنيا                                                                                            |
|      | حوت العنبر القزمي               | Kogia breviceps         | حيتان قزمة    | كوغية              | [ 10 ] |
|      | حوت العنبر القزم                | Kogia sima              | حيتان قزمة    | كوغية              | غير مُهدد                                                                                                   |
|      | حوت منقاري لبلينفيل             | Mesoplodon densirostris | حيتان منقارية | حوت مركزي الأسنان  | غير مُهدد                                                                                                   |
|      | حوت قنيني الخطم الاستوائي       | Indopacetus pacificus   | حيتان منقارية | هندية سريعة        | [ 11 ] |
|      | دلفين قاسي الأسنان              | Steno bredanensis       | دلافين محيطية | دلفين قاسي الأسنان | غير مُهدد                                                                                                   |
|      | دلفين أبيض صيني                 | Sousa chinensis         | دلافين محيطية | دلفين سنامي        | حالة الأنواع القريبة من الخطر، مقارنة بحالات الأنواع الأخرى على القائمة الحمراء للأنواع المهددة بالانقراض. |
|      | دلفين شائع قاروري الأنف         | Tursiops truncatus      | دلافين محيطية | دلفين قاروري الأنف | غير مُهدد                                                                                                   |
|      | دلفين هندوباسيفيكي قاروري الأنف | Tursiops aduncus        | دلافين محيطية | دلفين قاروري الأنف | حالة الأنواع القريبة من الخطر، مقارنة بحالات الأنواع الأخرى على القائمة الحمراء للأنواع المهددة بالانقراض. |
|      | دلفين دوار                      | Stenella longirostris   | دلافين محيطية | دلفين منقط         | غير مُهدد                                                                                                   |
|      | دلفين مداري منقط                | Stenella attenuata      | دلافين محيطية | دلفين منقط         | غير مُهدد                                                                                                   |
|      | دلفين شائع                      | Delphinus capensis      | دلافين محيطية | دلفين شائع         | غير مُهدد                                                                                                   |
|      | دلفين فريزر                     | Lagenodelphis hosei     | دلافين محيطية | دلفين فريزر        | غير مُهدد                                                                                                   |
|      | دلفين ريسو                      | Grampus griseus         | دلافين محيطية | دلفين ريسو         | غير مُهدد                                                                                                   |
|      | حوت قاتل قزم                    | Feresa attenuata        | دلافين محيطية | حوت قاتل قزم       | غير مُهدد                                                                                                   |
|      | حوت قاتل كاذب                   | Pseudorca crassidens    | دلافين محيطية | أركيات مزيفة       | [ 8 ] |

## اللواحم
هناك أكثر من 260 نوعا من اللواحم، تتغذى معظمها بشكل أساسي على اللحوم. لديها شكل جمجمة وأسنان مميزة.
| صورة | الاسم الشائع   | الاسم العلمي            | فصيلة   | جنس        | الوضع المحلّي |
| ---- | -------------- | ----------------------- | ------- | ---------- | ------------ |
|      | عناق الأرض     | Caracal caracal         | سنوريات | عناق الأرض | [ 12 ]       |
|      | قط الرمال      | Felis margarita         | سنوريات | قط         | [ 13 ]       |
|      | قط ليبي        | Felis silvestris lybica | سنوريات | قط         | غير مُهدد     |
|      | قط بري         | Felis silvestris        | سنوريات | قط         | غير مُهدد     |
|      | نمر عربي       | Panthera pardus nimr    | سنوريات | نمر        | [ 14 ]       |
|      | زباد شائع      | Genetta genetta         | زباديات | زريقاء     | [ 15 ]       |
|      | نمس أبيض الذيل | Ichneumia albicauda     | سموريات | نمس        | [ 16 ]       |
|      | نمس كثيف الذيل | Bdeogale crassicauda    | سموريات | نمس        | [ 17 ]       |
|      | ضبع مخطط       | Hyaena hyaena           | ضبعيّات  | ضبع مخطط   | [ 18 ]       |
|      | ثعلب أفغاني    | Vulpes cana             | كلبيات  | ثعلب       | [ 19 ]       |
|      | ثعلب روبل      | Vulpes rueppelli        | كلبيات  | ثعلب       | [ 20 ]       |
|      | ثعلب أحمر      | Vulpes vulpes           | كلبيات  | ثعلب       | [ 21 ]       |
|      | ابن آوى الذهبي | Canis aureus            | كلبيات  | كلب        | [ 22 ]       |
|      | ذئب عربي       | Canis lupus arabs       | كلبيات  | كلب        | [ 23 ]       |
|      | غرير العسل     | Mellivora capensis      | عرسيات  | غرير العسل | [ 24 ]       |

## شفعيات الأصابع
شفعيات الأصابع أو مزدوجات الأصابع تتحمل وزن جسمها بالتساوي على إصبعي القدم الثالث والرابع على العكس من مفردات الأصابع. هناك حوالي 220 نوع بما في ذلك الأنواع العديدة ذات الأهمية الاقتصادية الكبيرة للإنسان.
| صورة | الاسم الشائع      | الاسم العلمي         | فصيلة  | جنس  | الوضع المحلّي    |
| ---- | ----------------- | -------------------- | ------ | ---- | --------------- |
|      | غزال عربي         | Gazella arabica      | بقريات | غزال | [ 25 ]          |
|      | غزال ملكة سبأ     | Gazella bilkis       | بقريات | غزال | [ 26 ]          |
|      | غزال الرمل العربي | Gazella marica       | بقريات | غزال | [ 27 ]          |
|      | غزال دوركاس       | Gazella dorcas       | بقريات | غزال | مُهدد بدرجةٍ دُنيا |
|      | غزال الجبل        | Gazella gazella      | بقريات | غزال | مُهدد بدرجةٍ دُنيا |
|      | غزال سعودي        | Gazella saudiya      | بقريات | غزال | [ 28 ]          |
|      | غزال الريم        | Gazella subgutturosa | بقريات | غزال | مُهدد بدرجةٍ دُنيا |
|      | وعل نوبي          | Capra nubiana        | بقريات | وعل  | [ 29 ]          |
|      | مها عربية         | Oryx leucoryx        | بقريات | مها  | [ 30 ] [ 31 ]   |